# TiJi
TiJi est une chaîne de télévision thématique payante française pour la jeunesse spécialisée dans la diffusion de programmes pour enfants lancée en 2000 par le groupe Lagardère. Depuis le 2 septembre 2019, la chaîne est contrôlée par le Groupe M6, lui-même propriété du groupe allemand RTL group.

## Histoire
Créée en décembre 2000, TiJi s’adresse conjointement aux enfants de 3 à 7 ans et à leurs parents. Aux petits, la chaîne propose des programmes, et aux adultes, des conseils d’experts et des émissions à partager avec leurs enfants. À son lancement, la chaîne compte 1,2 million d'abonnés.
Bouygues Télécom et Lagardère Active ont signé un accord prévoyant la diffusion des chaînes jeunesse sur le réseau de Bouygues Télécom. Ainsi, Canal J et TiJi quittent l'exclusivité française de Canalsat et Numéricable et vont rejoindre le bouquet Bbox Grand Angle à partir du 11 avril 2016. La chaîne est lancée en juillet avec Canal J sur la TV d'Orange dans le bouquet Famille Max et sur l'offre IPTV et Fibre de SFR.
TiJi émet initialement de 5 h 30 à minuit. Depuis fin 2019, elle émet 24h/24.
Le Groupe M6 devient propriétaire de la chaîne ainsi que du Pôle télévisuel du groupe Lagardère Active le 24 mai 2019. L'annonce que TiJi appartient au Groupe M6 est effective depuis le 2 septembre 2019.
La chaîne ainsi que Canal J quitteront les offres Canal+ à compter du 30 juin 2022, mais resteront diffusées chez les autres opérateurs.
Le Groupe M6 et le Groupe Canal+ ont réussi à trouver un accord concernant Canal J, TiJi, RFM TV et MCM qui vont finalement poursuivre leurs diffusions dans les offres Canal+.

### Voix off
- Hélène Sautjeau (du 15/12/2000 au 31/12/2022)
- Cyril Paris (du 10/02/2012 au 26/08/2016) (devenu depuis le 03/01/15 voix-off de Boomerang)
- Charlotte Hennequin (depuis le 01/01/2023)

### Identité visuelle (logo)
Le logo de TiJi est représenté par un nuage avec le nom de la chaîne inscrit en orange, de 2000 à 2012. Deux personnages accompagnent l'habillage de la chaîne, un lapin jaune nommé TiJinou, et un lapin mauve avec une fleur bleu ciel nommé TiJibelle.
Le 10 février 2012, le nuage change de forme pour la première fois. Il se rapproche des lettres formant le nom de la chaîne, en les entourant, formant un nuage. Le nom de la chaîne est écrit en blanc, le point orange du J est conservé mais ne forme plus une spirale.
Le 26 août 2016, le nuage garde la même forme que celui de 2012 mais les lettres sont désormais plus grosses. Le point orange du J a aussi changé de couleur pour adopter le blanc de toutes lettres, et le J devient comme celle de Canal J.
Le 21 octobre 2019, le nuage adopte de petits changements avec un nouvel habillage et un nouveau jingle sonore.

Évolution des logos de TiJi
Logo du 15 décembre 2000 au 9 février 2012.
Logo du 10 février 2012 au 26 août 2016.
Logo du 27 août 2016 au 20 octobre 2019.
Logo depuis le 21 octobre 2019.

### Slogans
- Du 15 décembre 2000 au 26 septembre 2007 : TiJi, la télé des moins de 7 ans[7]
- Du 26 septembre 2007 au 3 décembre 2016 : TiJi… et les petits deviennent plus grands[8]
- Du 3 décembre 2016 au 11 janvier 2024 : TiJi, avec un J comme J’aime[9].
- Depuis le 11 janvier 2024 : TiJi, la télé pas comme les autres !

## Diffusion
TiJi est distribuée dans 13 pays et reçue par plus de 5 millions de foyers dans le monde (France, DOM-TOM, Afrique, Belgique, Bosnie, Croatie, Liban, Luxembourg, Macédoine, Maroc, Portugal, Slovénie et Suisse).
En France, Belgique et Suisse :
- par Satellite : Canal+ (satellite, IPTV, mobile), Fransat, Canal+ Afrique, NOS
- par Câble : SFR, SFR Luxembourg, Voo, Telenet, UPC Suisse, Naxoo, Swisscom TV
- par IPTV : Bouygues Telecom, Proximus TV, TV d'Orange, Freebox TV.

## Déclinaison russe
Une version russe de TiJi a été lancée le 1er avril 2009 par Lagardère Active dans 7 pays russophones et est reçue par 2,6 millions de foyers abonnés.